# Leucopholis sharpi
Leucopholis sharpi är en skalbaggsart som beskrevs av Brenske 1896. Leucopholis sharpi ingår i släktet Leucopholis och familjen Melolonthidae. Inga underarter finns listade i Catalogue of Life.